# Stáŋŋgajávrásj
Stáŋŋgajávrásj, enligt tidigare ortografi Stankajauratj, är en sjö i Jokkmokks kommun i Lappland och ingår i Luleälvens huvudavrinningsområde. Sjön har en area på 0,109 kvadratkilometer och ligger 513 meter över havet. Stáŋŋgajávrásj ligger i Ultevis fjällurskog Natura 2000-område. Sjön avvattnas av vattendraget Stáŋŋgajågåsj.

## Delavrinningsområde
Stáŋŋgajávrásj ingår i det delavrinningsområde (744305-162485) som SMHI kallar för Mynnar i Raktenjåkkå. Medelhöjden är 643 meter över havet och ytan är 37,5 kvadratkilometer. Det finns inga avrinningsområden uppströms utan avrinningsområdet är högsta punkten. Stáŋŋgajávrásj avvattnar avrinningsområdet, och vattnet flödar därefter genom Áhojågåsj, Raktenjåhkå, Blackälven, Lilla Luleälven och Lule älv innan det når havet efter 289 kilometer. Avrinningsområdet består mestadels av skog (66 procent) och kalfjäll (25 procent). Avrinningsområdet har 0,44 kvadratkilometer vattenytor vilket ger det en sjöprocent på 1,2 procent.